# Eutolmus sedakoffii
Eutolmus sedakoffii är en tvåvingeart som beskrevs av Friedrich Hermann Loew 1854. Eutolmus sedakoffii ingår i släktet Eutolmus och familjen rovflugor. Inga underarter finns listade i Catalogue of Life.